# Carena de Coll d'Ases

La Carena de Coll d'Ases, respecte del terme de Granera

La Carena de Coll d'Ases és un serrat a cavall dels termes municipals de Granera, a la comarca del Moianès, i de Gallifa, pertanyent al Vallès Occidental.
Està situat a la zona meridional del terme de Granera, al termenal municipal amb Gallifa. El seu extrem occidental, però, és el triterme municipal entre Granera, Gallifa i Sant Llorenç Savall. Al centre de la carena hi ha el Coll d'Ases. La part meridional d'aquesta carena és acinglerada damunt de les valls del torrent de la Rovira i del torrent dels Plans. El seu extrem oriental és la intersecció amb la Serra dels Tudons i la Serra de la Caseta.